# Doopsgezinde kerk (Middelie)
De doopsgezinde kerk van Middelie, in de Nederlandse gemeente Edam-Volendam (Noord-Holland), is een in 1899 gebouwde vermaning. De kerk is gebouwd ter vervanging van een houten voorganger die achter het huidige gebouw stond. Het huidige gebouw werd op 16 september 1997 aangewezen als rijksmonument om op 23 december dat jaar ingeschreven te worden in het monumentenregister.

## Geschiedenis
De huidige vermaning werd gebouwd naar aanleiding van een legaat van J.D. Bark sr. Hij liet na zijn overlijden een stuk land en 6.000 gulden na, dit zou later ongeveer de helft van de bouwkosten blijken te zijn. Voorwaarden waren wel dat op de grond nooit huizen gebouwd zouden worden en dat, mocht de huidige vermaning in verval raken, er een nieuwe gebouwd zou worden. Ook schonk hij 200 gulden aan de gemeente om tot in de eeuwigheid zijn graf te onderhouden.
Doordat de eerste kerk een schuilkerk was heeft ook de nieuwbouw geen kerktoren gekregen.

## Exterieur
De kerk heeft een rechthoekig grondplan. Als dak is een zadeldak met zwarte Hollandse pannen geplaatst. De plint is een hoog opgaande gecementeerde plint met daarboven rode bakstenen. Op een aantal plekken is gebruikgemaakt van hardsteen of cementpleister. De kerk telt in de breedte drie traveeën, deze ontstaan door twee lisenen met daartussen boogfriezen. De zijgevels bestaan elk uit vijf traveeën. In de voorgevel is in de centrale travee de ingang geplaatst, de partij rondom de ingang bestaat uit een trap, een portiek en een dubbele paneeldeur met daarboven een getoogd bovenlicht. Net als de gevel wordt de portiek afgesloten met een afsluiting van cementpleister. Die van het portiek is vorm gegeven als zijnde een fronton. Naast de middentravee bevindt zich in de linker- en rechtertravee een boogvormig ijzeren 26-ruits venster: 20 ruiten in een rechthoekig venster met in de boog zes ruiten. Vergelijkbare vensters zijn in de zijgevels geplaatst, in elke zijgevel vier stuks.
De kerk is niet alleen verticaal opgedeeld, maar ook horizontaal. Ter hoogte van de onderdorpels van de vensters loopt rondom de hele kerk een geleding van rode bakstenen, in de lisenen is deze van hardsteen.
Aan de achterzijde van het gebouw bevindt zich een rechthoekige uitbouw. Deze uitbouw is een bouwlaag hoog. Het dak van dit deel is een half schilddak met daarop zwarte Hollandse dakpannen. In de westelijke gevel zijn twee gewijzigde T-vensters geplaatst, in de noordelijke gevel een paneeldeur. In de noordelijke en zuidelijke gevels zijn spaarvelden geplaatst, deze hebben hetzelfde formaat als de vensters in de westelijke gevel.

## Interieur
Omdat het een doopsgezinde kerk betreft is het interieur sober gehouden. Van het interieur zijn nog een aantal objecten uit de tijd van de bouw aanwezig: de preekstoel, de banken en twee kroonluchters. Het orgel stamt nog uit het vorige kerkgebouw, het is in de voorgaande vermaning geplaatst door Van Dam. Het orgel en de orgelkast maken geen deel uit van het rijksmonument.
Het plafond is voor het grootste deel nog in originele staat, het betreft een kapbeschot: schuine vlakken en een vlak plafond.
Achterin bevindt zich een deur naar een uitbouw waarin de consistoriekamer is gesitueerd.